# 1977 Голяма награда на Италия
1977 Голяма награда на Италия е 28-ото за Голямата награда на Италия и 14-и кръг от сезон 1977 във Формула 1, провежда се на 11 септември 1977 година на пистата Монца в Монца, Италия.

## История на кръга
Скудерия Ферари планира да участва с трети болид за домашното си състезание, но накрая отбора реши да участва с Ники Лауда и Карлос Ройтеман. Брабам и Макларън обаче са с трети пилот като те назначиха Бруно Джакомели и Джорджо Франча. Верн Шупан напусна Съртис поради проблемите с болида като на негово място е нает италианеца Ламберто Леони, който също така е съотборник на Рикардо Патрезе във Формула 2. РАМ Рейсинг отново пропускат това състезание този път поради арестуването на Джон Макдоналд, докато Хескет намали болидите си на две.

### Квалификация
Сериозна битка се образува за пол-позицията между Ферари-тата и трите най-бързи пилоти с двигатели Косуърт като най-бърз е Джеймс Хънт. Англичанинът постига време, което е със седем десети по-добро от втория Ройтеман следван от Джоди Шектър, Марио Андрети и Лауда. Патрезе постига шести резултат с модифицирания Шадоу пред любимеца на местните фенове в Монца, Клей Регацони, Жак Лафит, Йохен Мас и Виторио Брамбила. Пилотите които не продължават са Алекс Рибейро, Емерсон Фитипалди, Леони, Брайън Хентън, Емилио де Вильота, Иън Ашли, Теди Пилет, Ханс Биндер, Лорис Кесел и Франча, а Артуро Мерцарио напусна трасето видимо недоволен, поради условията в боксовете за отборите, които не са членове на ФОКА.

### Състезание
Лошите стартове на Хънт и Ройтеман позволи на Шектър да поведе след края на първата обиколка. Междувременно Лафит не успя да потегли заради прегряване на двигателя. Французинът успя да тръгне, но спря след края на първата обиколка за да му налеят вода в болида. Андрети изпревари Регацони също в края на първата обиколка за трета позиция, след което се справи лесно с Хънт във втората обиколка, преди да настигне лидера Шектър. На американеца му отне седем обиколки за да мине пред Волф-а, докато Джон Уотсън напусна състезанието със счупена част в шасито, покриващо двигателя в отчаян опит да изпревари Регацони и Мас. След него Гунар Нилсон отпада с повреда в задното окачване следван от повреда с двигателя в болида на Брет Лънгър и Брамбила повреждайки своя Съртис заради откъснатите отломки от Брабам-а на Уотсън.
Андрети се откъсна от Шектър, а зад тях Хънт е преследван от Ройтеман и Лауда. В 11-а обиколка англичанина се завъртя след като мина пред АТС-а на Жан-Пиер Жарие и Джеймс се върна на трасето зад съотборника си Мас, преди да направи още едно завъртане. Грешката на Хънт помогна на Ханс-Йоахим Щук и Алън Джоунс да се изкачат на пета и шеста позиция, докато Патрезе се свлече до средата на колоната.
Патрик Тамбей, Жарие и Жан-Пиер Жабуй се присъединяват в списъка с отпадналите, преди Джоди Шектър да напусне в 22-рата обиколка, заради повреда в двигателя. Така той подари състезанието на Андрети като с това означи и края на шансовете на южно-африканеца за титлата. Това помогна Ферари-тата на Ройтеман и Лауда да се изкачат съответно втори и трети с Щук на четвърто място, преди да бъде изпреварен от Джоунс в 24-та обиколка поради повреда в двигателя. Това изкачи Мас, Регацони и Рони Петерсон с позиция напред. Следващият момент дойде когато ауспуха във Ферари-то на Ройтеман се разкъса. Аржентинецът направи разумно решение да пусне съотборника си Лауда пред него като Карлос остана зад Ники, преди Джакомели да разлее масло по трасето в 39-а обиколка, хващайки неподготвен Ройтеман. Намирайки се зад Ферари-тата, Патрезе също загуби контрол като също така удари маршал, но без сериозни последици.
Андрети постига четвъртата си победа за сезона като пресече финала с почти 17 секунди пред Лауда. Второто място на австриеца гарантира също така титлата при конструкторите за Ферари с три кръга до финала. Благодарение на отпадането на Ройтеман, Джоунс завърши трети пред Мас, Регацони и Петерсон. Патрик Нев, Лафит и Рупърт Кийгън също финишират състезанието съответно с две и четири обиколки изоставане.

## Класиране
| Поз | No | Пилот             | Конструктор       | Оби. | Време/Отпадане | Място | Точки |
| --- | -- | ----------------- | ----------------- | ---- | -------------- | ----- | ----- |
| 1   | 5  | Марио Андрети     | Лотус-Форд        | 52   | 1:27:50.30     | 4     | 9     |
| 2   | 11 | Ники Лауда        | Ферари            | 52   | +16.96         | 5     | 6     |
| 3   | 17 | Алън Джоунс       | Шадоу-Форд        | 52   | +23.63         | 16    | 4     |
| 4   | 2  | Йохен Мас         | Макларън-Форд     | 52   | +28.48         | 9     | 3     |
| 5   | 22 | Клей Регацони     | Инсайн-Форд       | 52   | +30.11         | 7     | 2     |
| 6   | 3  | Рони Петерсон     | Тирел-Форд        | 52   | +1:19.22       | 12    | 1     |
| 7   | 27 | Патрик Нев        | Марч-Форд         | 50   | + 2 Об.        | 24    |       |
| 8   | 26 | Жак Лафит         | Лижие-Матра       | 50   | + 2 Об.        | 8     |       |
| 9   | 24 | Рупърт Кийгън     | Хескет-Форд       | 48   | + 4 Об.        | 23    |       |
| Отп | 10 | Иън Шектър        | Марч-Форд         | 41   | Трансмисия     | 17    |       |
| Отп | 12 | Карлос Ройтеман   | Ферари            | 39   | Завъртане      | 2     |       |
| Отп | 16 | Рикардо Патрезе   | Шадоу-Форд        | 39   | Завъртане      | 6     |       |
| Отп | 14 | Бруно Джакомели   | Макларън-Форд     | 38   | Двигател       | 15    |       |
| Отп | 8  | Ханс-Йоахим Щук   | Брабам-Алфа Ромео | 31   | Двигател       | 11    |       |
| Отп | 1  | Джеймс Хънт       | Макларън-Форд     | 26   | Завъртане      | 1     |       |
| Отп | 4  | Патрик Депайе     | Тирел-Форд        | 24   | Двигател       | 13    |       |
| Отп | 20 | Джоди Шектър      | Волф-Форд         | 23   | Двигател       | 3     |       |
| Отп | 15 | Жан-Пиер Жабуй    | Рено              | 23   | Двигател       | 20    |       |
| Отп | 34 | Жан-Пиер Жарие    | Пенске-Форд       | 19   | Двигател       | 18    |       |
| Отп | 23 | Патрик Тамбе      | Инсайн-Форд       | 9    | Двигател       | 21    |       |
| Отп | 19 | Виторио Брамбила  | Съртис-Форд       | 5    | Инцидент       | 10    |       |
| Отп | 6  | Гунар Нилсон      | Лотус-Форд        | 4    | Окачване       | 22    |       |
| Отп | 30 | Брет Лънгър       | Макларън-Форд     | 4    | Двигател       | 19    |       |
| Отп | 7  | Джон Уотсън       | Брабам-Алфа Ромео | 3    | Инцидент       | 14    |       |
| НКв | 9  | Алекс Рибейро     | Марч-Форд         |      |                |       |       |
| НКв | 28 | Емерсон Фитипалди | Фитипалди-Форд    |      |                |       |       |
| НКв | 18 | Ламберто Леони    | Съртис-Форд       |      |                |       |       |
| НКв | 38 | Брайън Хентън     | Боро-Форд         |      |                |       |       |
| НКв | 36 | Емилио де Вильота | Макларън-Форд     |      |                |       |       |
| НКв | 25 | Иън Ашли          | Хескет-Форд       |      |                |       |       |
| НКв | 29 | Теди Пилет        | БРМ               |      |                |       |       |
| НКв | 33 | Ханс Биндер       | Пенске-Форд       |      |                |       |       |
| НКв | 41 | Лорис Кесел       | Аполон-Форд       |      |                |       |       |
| НКв | 21 | Джорджо Франча    | Брабам-Алфа Ромео |      |                |       |       |

## Класиране след състезанието
| Поз | Пилот           | Точки |
| --- | --------------- | ----- |
| 1   | Ники Лауда      | 69    |
| 2   | Джоди Шектър    | 42    |
| 3   | Марио Андрети   | 41    |
| 4   | Карлос Ройтеман | 35    |
| 5   | Джеймс Хънт     | 22    |
| 6   | Йохен Мас       | 21    |
| 7   | Гунар Нилсон    | 20    |
| 8   | Жак Лафит       | 16    |

| Поз | Конструктор       | Точки   |
| --- | ----------------- | ------- |
| 1   | Ферари            | 86 (88) |
| 2   | Лотус-Форд        | 56      |
| 3   | Волф-Форд         | 42      |
| 4   | Макларън-Форд     | 38      |
| 5   | Брабам-Алфа Ромео | 27      |
| 6   | Шадоу-Форд        | 17      |
| 7   | Тирел-Форд        | 17      |
| 8   | Лижие-Матра       | 16      |